# 塚本隆史
塚本 隆史（つかもと たかし、1950年（昭和25年）8月2日 - ）は、日本の銀行家。みずほフィナンシャルグループ社長やみずほ銀行頭取を歴任した。一般社団法人日英協会理事長。

## 来歴・人物
東京都出身。東京教育大学附属駒場高等学校（現：筑波大学附属駒場高等学校）、京都大学法学部卒業後、第一勧業銀行入行。京大時代の同期には杉本和行が居り、当時から親交が深かったという。1982年ハーバード大学ハーバード・ビジネス・スクール卒業。ハーバードでの同窓には進藤孝生・新日鐵住金社長や、金田新・元日本放送協会専務理事がいる。
2009年、旧富士銀行出身の前田晃伸の後継として、みずほフィナンシャルグループ社長に昇格する。翌年には、中期経営計画である「みずほの変革プログラム」を打ち出し、首都圏での法人・個人取引や対大企業ビジネス、さらには成長地域であるアジアでの取引拡大などを強化していく方針をとった。
2011年に発生した、みずほ銀行のシステムトラブルに伴い、グループのトップとしてのけじめと子会社であるみずほ銀行のトラブル収拾に当たることを理由とした人事に伴ってFGでは代表権を返上。会長に退き、みずほ銀行頭取に就任。同時にみずほ銀行とみずほコーポレート銀行は、予て懸案であった統合によるワンバンクへ移行することとした。。
2009年度から義務付けられた役員報酬開示制度では、2009年度に1億1400万円の役員報酬を、2012年1億1600万円の役員報酬を受けたことが公表された。
2013年7月1日付で、新発足となるみずほ銀行の代表権のない会長に就任する。、同年11月1日、みずほ銀行暴力団融資事件の収拾を図るため同行会長を辞任。2014年3月みずほフィナンシャルグループ会長辞任。

## 略歴
- 1969年 - 東京教育大学附属駒場高等学校卒業 京都大学法学部入学
- 1974年 - 京都大学法学部卒業後、第一勧業銀行入行
- 1982年 - ハーバード・ビジネス・スクールよりMBAの学位を取得
  - 以降、人事部主任調査役、秘書役兼秘書室長、営業第四部長等を歴任する
- 2002年 - みずほコーポレート銀行執行役員人事部長
- 2003年 - みずほFG常務執行役員・リスク管理グループ長兼人事グループ長兼人材開発室長
- 2004年 - みずほコーポレート銀行常務執行役員欧州地域統括
- 2006年 - 同常務取締役兼企画グループ統括兼財務主計グループ統括
- 2007年 - 同副頭取兼副頭取執行役員
- 2008年 - みずほフィナンシャルグループ取締役副社長兼副社長執行役員財務主計グループ長、みずほフィナンシャルストラテジー社長
- 2009年 - 同代表取締役社長
- 2011年 - 同取締役会長、みずほ銀行頭取
- 2013年
  - 7月1日 - 同取締役会長、みずほ銀行取締役会長
  - 11月1日 - 同行取締役会長退任
- 2014年3月31日 - みずほFG会長辞任
- 2016年 - 一般社団法人日英協会理事長
- 2017年 - イオン社外取締役
  - 古河電気工業 社外監査役
  - インターネットイニシアティブ 社外取締役[14]。
- 2022年 - 大英帝国勲章MBEを受賞